# Francesca Bonnemaison
Francesca (o Francisca) Bonnemaison Farriols, (Barcelona, 12 de abril de 1872 - 12 de octubre de 1949) fue una pedagoga española y promotora de la educación femenina popular catalana. Fue mecenas y creadora en 1909 de la Biblioteca Popular de la Mujer, la primera biblioteca pública femenina creada en Europa, con sede en el barrio de Sant Pere de Barcelona, que sería el núcleo de lo que después se conocería como el Instituto de cultura y Biblioteca Popular de la Mujer, coloquialmente llamado "la Cultura". En la actualidad en el edificio hay un centro cultural con su nombre y una biblioteca de la Diputación de Barcelona. 

## Biografía
Sus padres fueron Gil Bonnemaison de origen francés y Agustina Farriols, hija de los propietarios de uno de los negocios más prósperos de la ciudad, una tienda de ropa situada en la Rambla de Cataluña. Recibió una estricta educación religiosa con las Religiosas Felipas y aprendió idiomas, dibujo, pintura y música. El 29 de octubre de 1893 se casó con Narcís Verdaguer, un abogado de pocos recursos, algo poco frecuente en la burguesía catalana de entonces. A través de él conoció a Francesc Cambó, antiguo pasante de su marido, con el que mantuvo una profunda amistad y relación epistolar a lo largo de toda la vida. En esta época se dedicaba a adaptar y traducir cuentos populares, trabajos que publicaba en La veu de Catalunya, el semanario catalanista que había fundado su marido, y en el que firmaba con el seudónimo de Franar (Fray de Francesca y Nar de Narciso).
Mujer emprendedora inspirada en el trabajo del feminismo reformista con raíces católicas, fundó junto con la Junta de Damas Cooperadoras la Biblioteca Popular de la Mujer del barrio de San Pedro de Barcelona.
El rector de la parroquia de Santa Ana, Ildefonso Gatell, le propuso dirigir la biblioteca parroquial de carácter caritativo llamada Obra de Buenas Lecturas, haciendo además un donativo de 100 libros y 500 pesetas para ponerla en funcionamiento. La biblioteca se inauguró el 28 de marzo de 1909 y la propaganda enfatizaba muy especialmente que se trataba de una biblioteca "de entrada libre para todas las mujeres", dejando bien claro que estaba pensada para el público femenino, independientemente de su condición social.
Fue la primera biblioteca para mujeres de toda Europa que ofrecía a las mujeres trabajadoras el acceso a la cultura, a la formación y a la información. Se daban clases de feminismo, corte y confección, cocina, cálculo mercantil, dactilografía, aritmética, gramática en varias lenguas, taquigrafía y educación física. La institución fue creada, gestionada y dirigida por mujeres.
En un primer momento, la biblioteca tenía un horario muy reducido, sólo domingos y festivos dos horas y media, debiendo pagar las socias una cuota de 0,10 pesetas al mes o 1 peseta al año. Así pues, a la salida de misa, mujeres de diferentes condiciones sociales se encontraban en este espacio único, libres de la supervisión de sus maridos y conversaban entre ellas. Pronto esta biblioteca tuvo un éxito sin precedentes y Francesca decidió transformarla en el Instituto de cultura y Biblioteca Popular de la Mujer enfocada en la educación y la promoción de la mujer desde el catalanismo y el catolicismo social. Esta nueva biblioteca, que se trasladó de la parroquia de Santa Ana a la calle Elisabets, 12,4 destacó desde sus inicios por su dinamismo, siendo la primera de Europa de estas características. De hecho, se adelantó veinte años a la fundación de la Fawcett Library (1926) de Londres y la Biblioteque Marguerite Durand (1931) de París.
El fondo de la biblioteca no paró de crecer gracias a las donaciones, subvenciones y ayudas contando, en 1911, con 5.000 volúmenes. Al mismo tiempo que aumentaba el número de volúmenes y de socias, fue creciendo la oferta del centro donde mujeres de toda condición social podían leer novelas, ensayos o libros especializados, estudiar de la mano de los mejores expertos, asistir a conferencias o incluso y todo aprender idiomas o materias técnicas y científicas. Y todo ello de forma gratuita y en un momento en que las mujeres aún no tenían un acceso fácil a la universidad. La institución llegó a tener bar y restaurante, permitiendo a las mujeres disfrutar de una libertad absolutamente insólita en la época.
En 1918 murió su marido y ella decidió dedicarse, en cuerpo y alma, a su proyecto. En 1922, el presidente de la Mancomunidad, Josep Puig i Cadafalch, inauguró, con una ceremonia solemne el nuevo edificio del Instituto, situado en la calle Sant Pere Més Baix, en una antigua casa medieval que pertenecía a la familia Bielsa. Francesca no se detuvo ahí y adquirió unos terrenos en Badalona, cerca del mar, para que las mujeres pudieran llevar a cabo clases de natación, incorporando así el deporte en sus vidas. Además el Instituto disponía de una bolsa de trabajo que incluía muchas empresas y de media conseguía colocar unas 1.600 chicas cada año. Con el fin de difundir la Institución, Francesca se encargó de que dos revistas, Claror y Vida Social Femenina, y un programa de radio quincenal emitido por Ràdio Associació de Catalunya, explicaran y comentaran las diferentes actividades que esta llevaba a cabo.
Invitada por el Instituto de Cultura y Biblioteca Popular de la Mujer el 11 de noviembre de 1927 pronunció en Barcelona una conferencia que tituló "Del temps presen". Su discurso dirigido a la mujer, descansaba en tres pilares fundamentales: la religión cristiana, el cultivo de la inteligencia y el amor a la familia. 
Con la proclamación de la República se implicó en la vida política participando en las campañas a favor del voto femenino (1931), haciéndose cargo de la organización femenina de la Liga Regionalista (1932)6 a petición de su amigo Francesc Cambó, siendo una de las primeras mujeres que se presentó como candidata en unas elecciones, las municipales de 1934, pero no salió elegida. Entre 1935 y 1936 sacó adelante la revista Claror, portavoz del reformismo feminista propugnado por el Instituto de Cultura y Biblioteca Popular de la Mujer, donde firmaban mujeres de gran prestigio como Rosa Sensat, Lola Anglada, Aurora Bertrana o la propia Francesca Bonnemaisson. Antes de la Guerra Civil el fondo del Instituto estaba formado por 23000 volúmenes y por sus aulas habían pasado alumnas tanto destacadas como Concha Espina, Maria Domènech o María Montessori. El curso 1934/35 contaba con más de 6200 alumnas.
Cuando estalló la guerra civil se refugió en Territret-Montreux, Suiza, cerca de su ahijado Cambó, a quien le hacía de secretaria, donde permaneció durante todo el conflicto. Regresó a Barcelona en 1941. Se desvinculó del Instituto de Cultura y Biblioteca Popular de la Mujer, que fue cedido a la Diputación de Barcelona en su ausencia y transformado en un centro de la Falange Española rebautizado entonces como Institución de Cultura para la Mujer de la Sección Femenina de FET y de las JONS, y centró sus actividades en la participación en eventos culturales y religiosos de carácter catalanista y ajenos al nuevo régimen franquista. Desarrolló una gran amistad con el abad Escarré con el que colaboró en varios eventos en el monasterio de Montserrat.

## Fondo personal
Actualmente existe en Barcelona un espacio cultural que lleva su nombre, así como una de las bibliotecas de la Diputación de Barcelona.
El fondo Narcís Verdaguer - Francesca Bonnemaison se conserva en el Archivo Nacional de Cataluña. Inicialmente se conservó en el domicilio particular de los productores hasta el estallido de la guerra civil en que fue salvado del saqueo por varios miembros de la familia y finalmente rescatado por Ramon Rucabado, marido de Clara Verdaguer, sobrina del productor. Las hermanas Roser, Montserrat y Mariàngela Rucabado i Verdaguer, herederas y propietarias del legado de sus padres Ramón Rucabado y Clara Verdaguer, conservaron la documentación hasta su ingreso en el ANC.
Entre el material de Narcís Verdaguer se encuentra documentación personal y familiar; obra creativa (destaca especialmente la documentación relacionada con la traducción al catalán de la obra de Dante, La Divina Comedia); correspondencia con numerosas personalidades del ámbito político y cultural del momento; documentación de proyección social y política relacionada con el Centre Escolar Catalanista, la Lliga de Catalunya, la Diputación Provincial de Barcelona, el Ayuntamiento de Barcelona, el Fomento del Trabajo Nacional y otras entidades, que incluye manifiestos, discursos, proyectos, correspondencia, etc.
El material de Francesca Bonnemaison incluye documentación académica y otra documentación personal; obra creativa (poemas); biblioteca y hemeroteca que reúne un conjunto de monografías y publicaciones periódicas de temática cultural general; escritos sobre la productora. Pero en este apartado destaca especialmente la documentación generada y recibida por el Instituto de Cultura y Biblioteca Popular de la Mujer que incluye estatutos, memorias, actas de juntas y consejos, programas y publicaciones diversas.